# 양산 법천사 묘법연화경
양산 법천사 묘법연화경(梁山 法泉寺 妙法蓮華經)은 대한민국 경상남도 양산시 법천사에 있는 묘법연화경이다.
2011년 1월 6일 경상남도의 유형문화재 제510호 양산 법천사 무오본묘법연화경으로 지정되었다가, 2018년 12월 20일 현재의 명칭으로 변경되었다.

## 개요
외표지에는 약칭으로 『법화경』이 묵서로 적혀 있으며, 내표지는『묘법연화경』의 원책명이 있다. 상권 권두에는 위태천을 비롯한 불·보살의 변상도가 있는데, 천민(天敏)이 그림을 그리고 대성(大誠)이 간행하였음을 알 수 있다. 판본 형식은 광곽(匡郭)은 단선으로 각 행은 계선이 없다. 반곽(半郭)은 가로 13.5㎝, 세로 20.2㎝로 10행 20자씩 배자되었다. 좁은 판심은 판심제와 권·장차만이 있고 어미는 생략되었으며, 난외(欄外)에 주석과 더불어 약체구결이 적혀 있다. 권1 서문의 정강 정미(靖康丁未)라는 연호를 통해 1127년(고려, 인종 5)에 개판되었음을 알 수 있으며, 권말 간기를 통해 1618년(광해군 10)에 전주부(全州府) 대둔산(大芚山) 자비암(慈悲庵)에서 다시 복각한 것임을 알 수 있다.
『묘법연화경』은 현존하는 판본만도 160여 종에 이르는데 조선 후기 경상도 지역에서 간행된 판본으로는 고성 운흥사본(雲興寺本, 1623년), 재악산(載嶽山) 영정사본(靈井寺本, 1636년), 신어산(神魚山) 감로사본(甘露寺本, 1646년) 등이 알려져 있다.

## 참고 자료
- 양산 법천사 무오본묘법연화경 - 국가유산청 국가유산포털